# Cophixalus montanus
Espèce
Synonymes
- Phrynixalus montanus Boettger, 1895

Statut de conservation UICN

 DD  : Données insuffisantes
Cophixalus montanus est une espèce d'amphibiens de la famille des Microhylidae.

## Répartition
Cette espèce est endémique de l'île de Halmahera dans les Moluques du Nord en Indonésie. Son aire de répartition concerne une zone réduite (inférieure à 100 km2) à proximité de la ville de Galela. Elle est présente entre 670 et 760 m d'altitude,.

## Publication originale
- Boettger, 1895 : Liste der Reptilien und Batrachier der Insel Halmaheira nach den Sammlungen Prof. Dr. W. Kükenthal's. Zoologischer Anzeiger, vol. 18, p. 116-121, 129-138 (texte intégral).